# BAT99-98
Désignations
BAT99-98 est une étoile du Grand Nuage de Magellan. Elle est située près du groupe R136 dans la constellation de la Dorade à 163 000 années-lumière de la Terre. Avec 226 M☉ et 5 000 000 L☉, c'est la troisième étoile la plus massive et la cinquième plus lumineuse connue.

## Observations
L'étoile est située près de l'amas R136 et partage des propriétés de luminosité et de masse similaires à celles des étoiles massives de cet amas. BAT99-98 se situe dans la constellation de la Dorade, dans le nébuleuse de la Tarentule, dans le Grand Nuage de Magellan à 163 000 années-lumière de la Terre.

## Caractéristiques
On estime qu’à sa naissance, l’étoile avait 250 M☉ et a depuis perdu 20 M☉. Elle a perdu une grande quantité de masse dans un vent stellaire qui se déplace à une vitesse de 1 600 km/s. L'étoile a une température de surface de 45 000 K et une luminosité de 5 000 000 L☉. Elle s'est avérée avoir une magnitude apparente de 13,70 et un type spectral WN6. Sa magnitude absolue est de -8,11 et est 37,5 fois plus grosse que le Soleil.

## Futur
On estime son âge à environ 2 millions d'années. L’avenir de BAT99-98 dépend de sa perte de masse. Le résultat est susceptible d'être une hypernova, une explosion produisant un sursaut gamma, laissant derrière eux un trou noir ou une étoile à neutrons. Les détails exacts dépendent fortement du moment et du montant de la perte de masse, les modèles actuels ne reproduisant pas totalement les étoiles observées, mais les étoiles les plus massives de l'univers devraient produire des supernovas de type Ic, parfois avec un sursaut gamma, en laissant derrière elles un trou noir.